# Branislav Ratkovica
Branislav Ratkovica (serbisch-kyrillisch Бранислав Ратковица; * 27. Juli 1985 in Gradačac, SR Bosnien und Herzegowina) ist ein serbischer Basketballspieler. Nach Karrierestart in seiner Heimat spielte Ratkovica von 2007 an mit gut anderthalbjähriger Unterbrechung in der Türkei sowie der Ukraine bis 2015 für insgesamt drei deutsche Erstligisten der Basketball-Bundesliga. Knapp fünf Spielzeiten war er für die Walter Tigers Tübingen aktiv, mit denen er zwar eine Play-off-Teilnahme um die deutsche Meisterschaft verpasste, aber in der Basketball-Bundesliga 2010/11 sowie der Saison 2014/15 bester Vorlagengeber der höchsten deutschen Spielklasse wurde. Nach einem Jahr in Bulgarien, wo mit Meister Lukoil Akademik die Titelverteidigung gelang, spielt Ratkovica in der Saison 2016/17 wieder in seiner Heimat für den früheren Serienmeister Partizan Belgrad.

## Karriere
Ratkovicas Familie floh vor dem Sezessionskrieg in Jugoslawien nach Belgrad und der zunächst fussballbegeisterte Branislav kam dort mit dem Basketball in Kontakt. Als serbisch-montenegrinischer Juniorennationalspieler nahm Ratkovica 2004 und 2005 zweimal an Junioren-Europameisterschaften teil und gewann in Moskau 2005 zusammen mit Spielern wie Luka Bogdanović unter Trainer Luka Pavićević die Bronzemedaille.
Nachdem er in mehreren Vereinen in Belgrad gespielt hatte, wurde er 2007 er von seinem ehemaligen Jugendtrainer Predrag Krunić, der mittlerweile als Cheftrainer der EWE Baskets aus Oldenburg arbeitete, in die deutsche BBL geholt. Bei den EWE Baskets konnte sich Ratkovica nicht durchsetzen, worauf er zur folgenden Spielzeit 2008/09 zum Ligakonkurrenten Walter Tigers aus Tübingen wechselte. Mit Igor Perović als Co-Trainer unter dem türkischen Cheftrainer Tolga Öngören arbeitete dort ebenfalls ein  serbischer Landsmann von Ratkovica. Bei Tübingen hatte Ratkovica wesentlich mehr Spielanteile als in Oldenburg. Während er seine persönlichen Statistiken in Tübingen Spielzeit für Spielzeit steigern konnte und die Tigers, die seit 2009 vom zum Cheftrainer beförderten Perović trainiert wurden, eine Entwicklung vom Kampf um den Klassenerhalt hin zum Kampf um die Play-off-Plätze vollzogen, reichte es für das Team nie für eine Teilnahme an den Play-offs um die Deutsche Meisterschaft. In der BBL-Saison 2010/11 war er mit über sieben Assists pro Spiel bester Vorlagengeber der BBL.
Anschließend bekam er ein lukratives Angebot aus der Türkei und spielt in der Saison 2011/12 an der türkischen Westküste für Aliağa Petkim GSK in der TBL. Nach wenigen Spielen in der Spielzeit 2012/13 wechselte er zum Ligakonkurrenten Olin Edirne. Doch auch dort beendete er seinen Vertrag nicht und wechselte nach einigen Monaten zurück nach Deutschland, wo er sich gegen Ende der regulären Saison 2012/13 den Artland Dragons aus Quakenbrück anschloss. Mit diesen erreichte er die Play-offs, schied jedoch in der ersten Runde gegen Ratiopharm Ulm aus. Anschließend wechselte Ratkovica in die Basketball Superliga Ukraine zu BK Politechnika-Halytschyna aus Lwiw. Nur kurz nach Saisonbeginn wurde sein Vertrag dort wieder aufgelöst und der Serbe wechselte zurück an seine alte Wirkungsstätte nach Tübingen. Dort unterschrieb er einen Zweijahresvertrag. Nach zwei Jahren, in denen Tübingen jeweils den Klassenerhalt feiern konnte, wurde sein Vertrag im Sommer 2015 nicht verlängert. Zuvor war Ratkovica in der Saison 2014/15 erneut mit mehr als sieben Assists pro Spiel bester Vorlagengeber der Liga gewesen.
In der Saison 2015/16 spielte Ratkovica für den bulgarischen Meister Lukoil Akademik aus der Hauptstadt Sofia. Nachdem er drei Jahre zuvor mit Aliağa Petkim GSK noch in der Qualifikation zur EuroChallenge 2012/13 gescheitert war und die Teilnahme an einem kontinentalen Vereinswettbewerb verpasst hatte, erreichte er mit der bulgarischen Mannschaft im FIBA Europe Cup 2015/16 die zweite Gruppenphase der 32 besten Mannschaften, in der jedoch nur noch ein Sieg in sechs Gruppenspielen erzielt werden konnte. In der nationalen Meisterschaft gelang jedoch die Titelverteidigung und für Ratkovica persönlich der erste Titelgewinn bei den Herren. Zur folgenden Saison wechselte er zurück in die serbische Heimat zum früheren Serienmeister KK Partizan in Belgrad, dem jedoch Erzrivale und Meister KK Roter Stern bereits den Rang abgelaufen hatte. Mit Partizan wird Ratkovica gleichwohl auch in der supranationalen ABA-Liga 2016/17 spielen. Zudem ist die Mannschaft auch für den EuroCup 2016/17 gemeldet.